# Mauno Koivisto
Mauno Koivisto (født 25. november 1923, død 12. maj 2017) var en finsk socialdemokratisk politiker, der var Finlands niende præsident fra 1982 til 1994.
Han var også statsminister 1968-1970 og 1979-1982. Han var medlem af Finlands Socialdemokratiske Parti, men udtrådte af partiet, da han blev præsident.
Koivisto var finansminister 1966-67 og igen i 1972.
- Præsidentpar ved åbningen af Helsinkis metro den 2. august 1982
- Præsident Mauno Koivisto og Tellervo Koivisto besøger Dresden, Østtyskland, 1987.
- Koivisto og Ronald Reagan, Helsinki i 1988.
- Præsident Martti Ahtisaari inspicerer æresgarden efterfulgt af blandt andre den afgående præsident Mauno Koivisto i 1994